# Ahmed Ali al-Mirghani
Alsaid Ahmed Ali Al-Mirghani, född 16 augusti 1941 i Khartoum Bahri norr om Khartoum, död 2 november 2008 i Alexandria, Egypten, var Sudans president 6 maj 1986–30 juni 1989.